# Kehr (België)
Kehr is een gehucht in de deelgemeente Manderfeld van de Duitstalige gemeente Büllingen en ligt in de Belgische provincie Luik. In Kehr ligt het meest oostelijke punt van België. Niet ver daar vandaan ligt eveneens het zuidelijkste punt van de Duitse deelstaat Nordrhein-Westfalen. 
Kehr ligt voor een deel in Duitsland in de gemeente Hellenthal.
Deelgemeenten: Büllingen · Manderfeld · Rocherath

Overige kernen: Afst · Allmuthen · Andler Mühle · Berterath · Buchholz · Eimerscheid · Hasenvenn · Hergersberg · Holzheim · Honsfeld · Hüllscheid · Hünningen · Igelmonder Hof · Igelmondermühle · Kehr · Krewinkel · Krinkelt · Lanzerath · Losheimergraben · Medendorf · Merlscheid · Mürringen · Weckerath · Wirtzfeld

Belgische gemeenten · Duitstalige Gemeenschap · Arrondissement Verviers · Luik · Wallonië